# Закір Хоссайн (футболіст)
Закір Хоссайн (бенг. জাকির হোসেনে, нар. 10 грудня 1974, Муншигандж) — бангладеський футболіст, який грав на позиції півзахисника. Відомий за виступами у складі низки бангладеських клубів і національній збірній Бангладеш, у якій він грав з 1990 до 1999 року.

## Клубна кар'єра
Закір Хоссайн розпочав грати у футбол в «Істерн Спортінг Клаб», звідки перейшов до юнацької команди клубу «Мохамеддан» (Дакка), й за рік його запросив до головної команди клубу тодішній головний тренер Насер Хеджазі. У своєму дебютному матчі в Лізі Дакки він вийшов на заміну проти «БРТК Спорт Клуб», і забив гол з першого дотику. У 1990 році він перейшов до «Абахані» (Дакка) за контрактом на суму 4,5 лакх. Там Закір добре взаємодіяв на полі з російським півзахисником Сергієм Жуковим, що вважалося головним чинником тріумфу клубу в чемпіонаті 1992 року. У 1995 році футболіст перейшов до «Муктіджоддха Сангсад» за контрактом на суму 12 лакх. У 1997 році він повернувся в «Абахані», і також став капітаном клубу. Закір Хоссайн також грав за клуб у час його перемоги в Національному футбольному чемпіонаті 2000 року, який став останнім трофеєм у його кар'єрі. Закір був вільним агентом протягом двох сезонів через важку травму коліна, і повернувся на поле в 2003 році, проте швидко остаточно завершив виступи на футбольному полі.

## Виступи за збірну
Закір Хоссайн дебютував у національній збірній Бангладеш під час Азійських ігор 1990 року в Пекіні. У 1991 році він грав у молодіжній команді Бангладеш під час кваліфікаційного турніру до літніх Олімпійських ігор 1992 року. У 1993 році він грав у національній збірній на Золотому кубку Президента Бангладеш, а також забив у матчі із молодіжною збірною Малайзії (1-1). Востаннє він виступав за національну збірну під час Золотого кубка Федерації футболу Південної Азії у 1999 році в Гоа.

## Особисте життя
30 вересня 2010 року Закір Хоссайн представляв «Абахані» (Дакка) в товариському матчі, організованому телеканалом «Channel i» між легендами «Абахані» та «Мохамеддан» (Дакка).
22 квітня 2014 року у віці 70 років помер старший брат Закіра Анвар Хоссайн.